# Pallenopsis safari
Pallenopsis safari är en havsspindelart som beskrevs av Stock, J.H. 1984. Pallenopsis safari ingår i släktet Pallenopsis och familjen Phoxichilidiidae. Inga underarter finns listade i Catalogue of Life.